# Poecilia reticulata
Poecilia reticulata, conosciuto solitamente come guppy, lebistes o pesce milione, è un piccolo pesce d'acqua dolce della famiglia Poeciliidae.

## Distribuzione e habitat
Questo pesce è originario del Sudamerica, nelle aree di Venezuela, Guyana, Brasile settentrionale e isole come Barbados e Trinidad e Tobago, ma è stato ampiamente diffuso in tutto il continente e anche in centro-nord America perché sembrava fosse un ottimo rimedio contro le zanzare, come il pecilide Gambusia. Purtroppo, l'effetto sulle zanzare non si è rivelato significativo, mentre l'introduzione della specie ittica aliena ha comportato danni agli ecosistemi acquatici.

Successivamente si è diffuso in tutte le regioni tropicali e subtropicali del pianeta come Asia meridionale, Africa (fiume Durban e lago Otjikoto in Namibia), Australia e perfino Spagna meridionale. In Italia popolazioni naturalizzate si trovano sporadicamente in acque termali come in provincia di Viterbo e in provincia di Siena. In tutti i casi queste popolazioni tendono a presentare una colorazione e delle forme che tendono a regredire verso quelle selvatiche. 
Il Guppy abita acque diverse, ma sempre tropicali (23-24 °C): è diffuso in stagni, laghetti, laghi, fiumi e canali, dalle sorgenti di montagna alle foci dei fiumi e lagune, poiché sopporta, in molti casi gradendole, diverse concentrazioni di salinità. Elemento importante è un'alta concentrazione di piante acquatiche.

## Descrizione
I guppy presentano un chiaro dimorfismo sessuale: il maschio è piccolo, dal corpo tozzo, con testa piccola, dorso incurvato, ventre arrotondato e un lungo e sottile peduncolo caudale, terminante in una coda arrotondata. La pinna dorsale è alta, le ventrali sono appuntite, l'anale è trasformata in organo copulatore (gonopodio). La livrea selvatica presenta un fondo bruno chiaro, semitrasparente, con chiazze arancioni, nere, blu e verdi dai riflessi metallici.

La femmina ha corpo più ampio e lungo, con un dorso più lineare e un grande ventre arrotondato, con pinne tondeggianti. La livrea femminile è semplice: un uniforme colore grigio-bruno, tendente al giallo trasparente.

In commercio esistono tantissime varietà ottenute dalla selezione artificiale effettuata negli allevamenti.
Gli esemplari maschili sono solitamente più piccoli 4 centimetri (1,6 in) lungo e più colorati degli esemplari femminili 7 centimetri (2,8 in) largo.

## Riproduzione
Pesci estremamente prolifici, ovovivipari, i guppy si riproducono con facilità.
Una caratteristica delle femmine è che con un solo accoppiamento possono produrre fino a sei covate e ciò risulta vantaggioso per la diffusione della specie, in caso esemplari femminili rimangano isolati. Nell'allevamento in acquario quindi non è inusuale avere figliate che non presentano il patrimonio genetico dei maschi presenti in vasca, almeno nei primi mesi.

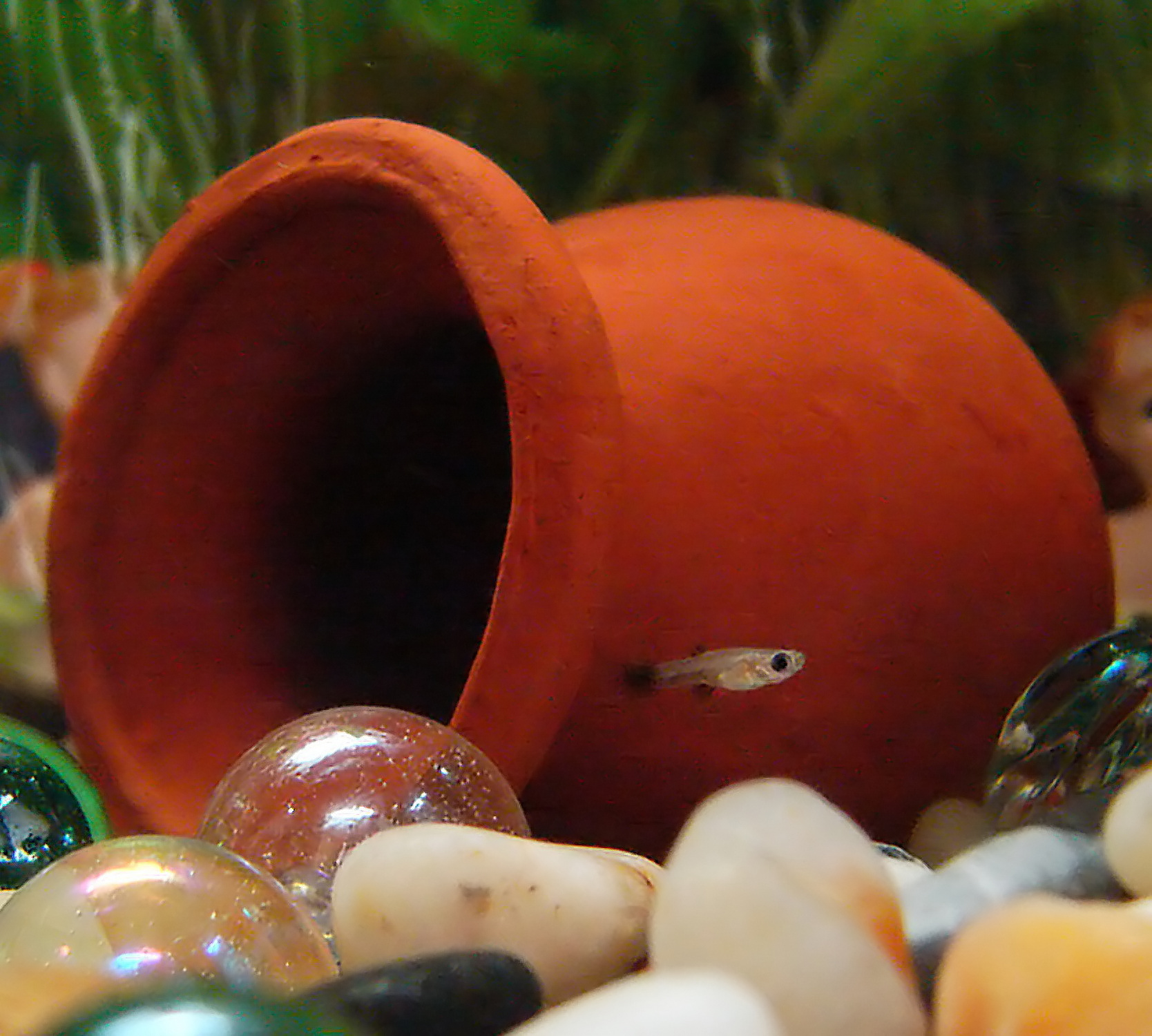
Un avannotto di qualche settimana

Si tratta di una specie ovovivipara, una volta fecondate le uova, internamente (con un fugace accoppiamento durante il quale il maschio incastra il suo gonopodio nell'apertura urogenitale della femmina), le uova rimangono in gestazione nel ventre materno per circa 30 giorni. Il momento del parto coincide con la maturazione di altre uova pronte per essere fecondate. Anche questo fatto, oltre all'assoluta mancanza di cura della prole da parte degli adulti, contribuisce a rendere questa specie estremamente prolifica.

La maturità sessuale inizia molto presto, a 2-3 mesi le femmine possono già partorire. Risulta necessario quindi, se allevati in vasca, tenere separati i sessi fino a 6 mesi di età, per evitare danni alle femmine: parti troppo precoci possono portare a deformazioni del dorso.
Gli avannotti nascono già indipendenti, con il sacco vitellino che si consumerà in poche ore. I genitori tendono a mangiare la propria prole, non riconoscendola.
In acquario il parto avviene solitamente durante la notte, all'alba. In questo momento tutti i pesci adulti "riposano", e raramente mangiano gli avannotti. Gli acquariofili catturano gli avannotti con un retino per metterli nella nursery, una sorta di scatola galleggiante di rete molto fine, in modo che possano crescere separati dagli adulti senza il rischio di essere mangiati, dove sono tenuti per circa un mese e mezzo dal parto.
Questa specie può incrociarsi tranquillamente con l'affine Poecilia wingei (Endler), dando origine a ibridi fecondi.

## Alimentazione
Questi pesci si nutrono di detriti, di piccoli insetti e di zooplancton.
Già da piccoli gli avannotti si possono nutrire con mangime secco. Non necessitano di particolari attenzioni. Quando si possiede un acquario è più comodo fornire loro un mangime di base completo sbriciolato finemente. Accettano praticamente qualsiasi tipo di cibo, dal liofilizzato alle pastiglie per pesci da fondo. Esistono comunque svariati tipi di mangimi appositi sul mercato, sarebbe meglio fornire loro un'alimentazione bilanciata e variata, senza eccedere con le somministrazioni di cibo. Fornire loro anche delle vitamine in gocce per pesci una volta alla settimana può migliorare di molto i colori, la vivacità e la resistenza alle malattie.

## Predatori

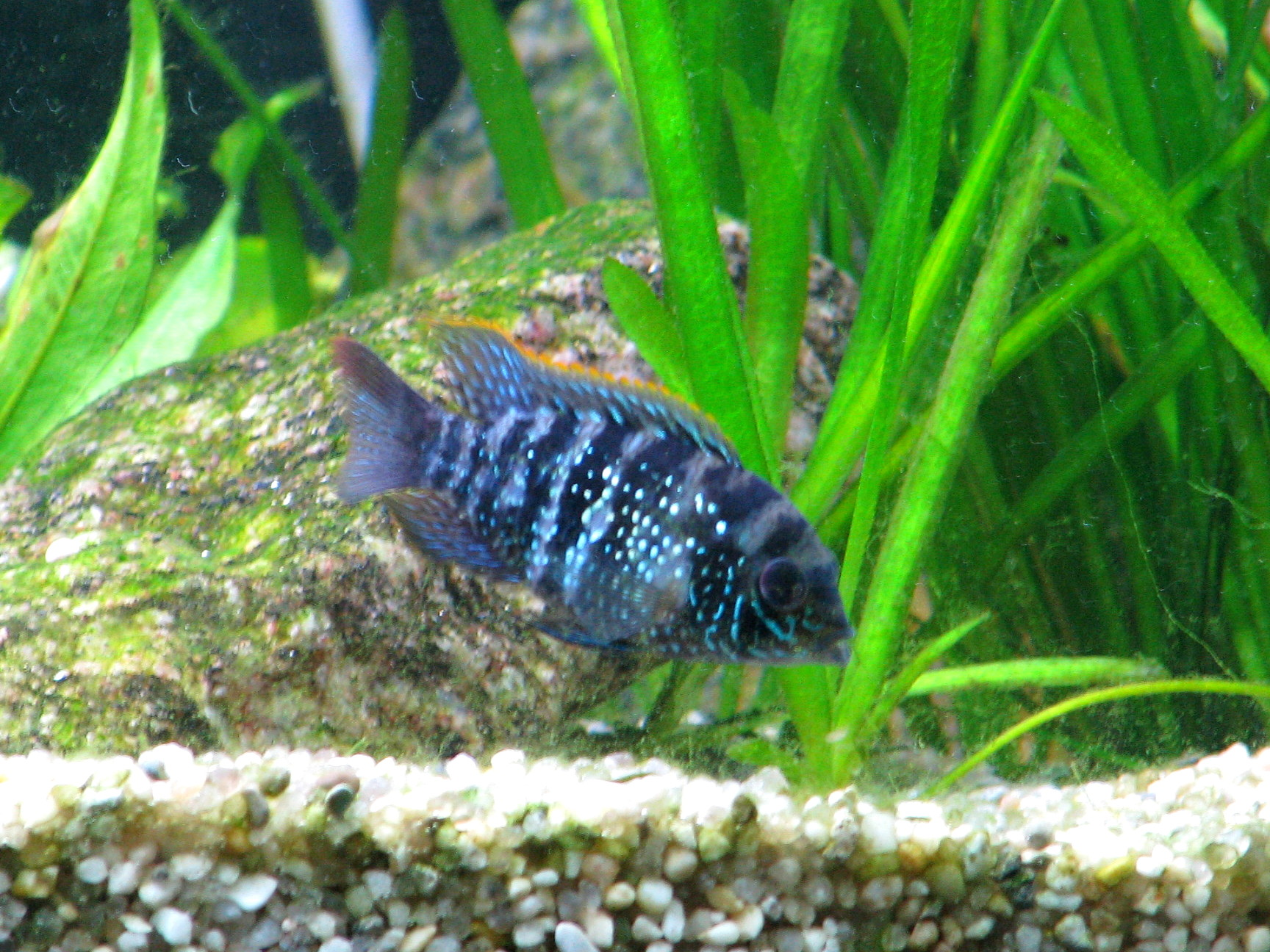
Aequidens pulcher, un comune predatore di guppy

P. reticulata ha molti predatori nel suo ambiente naturale, prevalentemente tra uccelli e pesci. I più comuni sono Crenicichla alta, Rivulus hartii e Aequidens pulcher.
La brillante colorazione (prevalentemente maschile) dei loro piccoli corpi fa dei Guppy una facile preda: per questo vivono in gruppo per diminuire il pericolo di predazione. La colorazione dei guppy è anche un risultato evolutivo in risposta alla predazione. I Guppy maschi che presentano una livrea più colorata hanno il vantaggio di attirare più femmine ricettive ma anche un rischio maggiore di essere notati dai predatori rispetto ai maschi meno appariscenti: per questo recenti studi hanno dimostrato che in situazioni di intensa predazione l'evoluzione facilita la nascita di maschi con livree meno appariscenti, con screziature e puntini più piccoli (sia in natura che in laboratorio). Questo avviene perché le femmine - in situazioni di alta predazione - preferiscono maschi con livree meno vivaci, rifiutando le "avances" dei maschi più colorati.

## Acquariofilia
L'allevamento in acquario di questa specie inizia negli anni 50: partendo dalla livrea originaria sono state sviluppate e selezionate decine di varietà coloratissime e dalle caratteristiche code di varie forme.

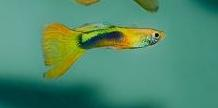
Esemplare di Guppy maschio in acquario

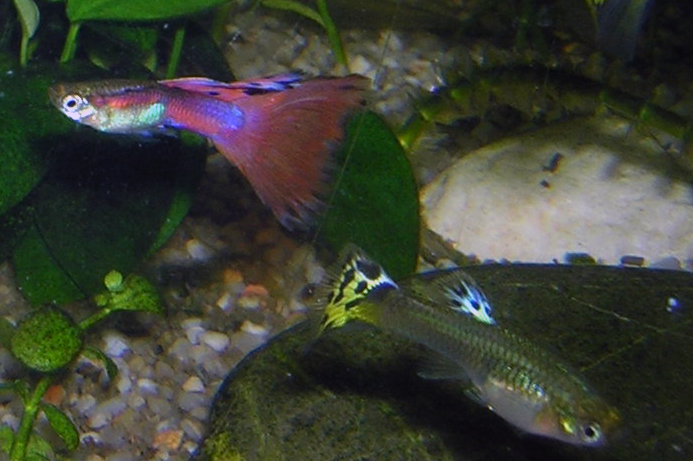
Coppia di Guppy maschio (a sinistra) e femmina (a destra)

Tra le più comuni c'è quella che presenta il maschio con un corpo blu scuro e una coda a ventaglio dall'arancione al fucsia, oppure le diverse livree con screziature e zebrature gialle, rosse, verdi e blu. Ormai anche le femmine presentano alcune colorazioni, che a volte comprendono solo code gialle, rosse, blu screziate (sempre meno vivaci di quelle maschili) mentre a volte anche i corpi sono colorati (gialli con pinne rosse, testa grigia e corpo e pinne nero velluto).

Gli incroci negli allevamenti non professionali e nell'acquario di casa porta continuamente a un rimescolamento di caratteri genetici, per cui si può dire che le variazioni sono infinite.

Standard nelle forme delle code dei maschi

Negli ultimi decenni molti allevatori hanno sentito il bisogno di fissare delle varietà standard, con precise caratteristiche fisiche, per ottenere linee pure e piacevoli.

Accoppiamenti attentamente curati hanno portato a varietà vendute quasi esclusivamente tra allevatori, i cosiddetti "Guppy Show", il cui prezzo è molto superiore rispetto a quello delle normali forme di allevamento perché per ottenere tutte le caratteristiche particolari che li identifichino come tali è necessario un duro lavoro di selezione.

Le varietà non sono esenti da critiche, poiché è scientificamente dimostrato che continui incroci tra esemplari geneticamente troppo simili indeboliscono la specie.
Può vivere e riprodursi sia in acqua dolce che in acqua salmastra.

## Il caso "guppy endler"
Scoperta negli ultimi decenni in un corso d'acqua venezuelano e considerata una varietà selvatica di Guppy, il Guppy endler è stata tuttavia riconosciuta e descritta come specie a sé stante. Si distingue perché ha strisce di vario colore, soprattutto blu e arancio ed è più piccola e meno longeva).
Anche questa specie (Poecilia wingei) è presente in commercio e si incrocia tranquillamente sia in natura (nello stesso biotopo d'origine è presente oltre a questa specie una popolazione selvatica di Guppy) che in cattività con l'affine Poecilia reticulata (Guppy) dando origine a ibridi fecondi.